# Isocianat de metil
L'isocianat de metil (MIC), també conegut com a carbilamina de metil, és un compost orgànic líquid a temperatura ambient amb fórmula molecular CH₃NCO pertanyent a la família dels isocianats. És un reactiu intermedi a la producció de pesticides de carbamat (com el carbaril, el carbofuran, el metomil o l'aldicarb, entre altres). També s'usa a la producció de gomes i adhesius. És un gas tòxic i irritant, molt perjudicial per a la salut humana. Fou el principal agent tòxic involucrat al desastre de Bhopal, el qual va provocar 8.000 morts inicialment, però a efectes temporals ha causat la mort d'aproximadament entre 20.000 a 30.000 persones en total.

## Propietats físiques
L'isocianat de metil és un líquid incolor i el seu vapor és lacrimogen. És altament inflamable i molt soluble en aigua (> 1 g/mL), tot i que també reacciona exotèrmicament amb ella.
La seva olor és forta i picant, pungent. És molt perillós entrar en contacte directe amb el gas a causa de les seves altes propietats tòxiques.

## Usos
L'aplicació principal de l'isocianat de metil és un producte intermedi en la producció industrial de pesticides carbamats.

## Reactivitat
L'isocianat de metil és altament reactiu amb
molècules que continguin enllaços N-H (grups amino), O-H (grups alcohol) i S-H
(grups tiol). Amb això, el MIC presenta reacció d'hidròlisi en entrar en
contacte amb aigua.
Els productes que es generen a la hidròlisi
són 1,3-dimetilurea i diòxid de carboni en el cas que el reactiu
en excés sigui l'aigua. En cas contrari es generarà 1,3,5-trimetilbiuret
(1,3,5-trimetildiamida-2-imidodicarbònic) juntament amb CO2. 
En éssers vius també presenta la mateixa
reactivitat. La reacció acabada de descriure també es dona en les solucions
aquoses fisiològiques.

## Toxicologia
L'isocianat de metil presenta propietats toxicològiques en inhalar-ne el gas, ingerir-lo o tenint contacte amb ell. El valor límit llindar de MIC, segons la American Conference on Government Industrial Hygienists és de 0.02 ppm. L'exposició a la substància provoca tos, dolor pectoral, dispnea, fortes irritacions i lacrimositat als ulls, espasmes bronquials i irritació a l'aparell respiratori en general. En alguns casos s'han desenvolupat asmes i al·lèrgies. En dones embarassades provoca avortaments
prematurs o malformacions del fetus.
Altes exposicions de l'ordre de 21 ppm causen hemorràgies, emisfema, pneumònia bronquial i edemes pulmonars, els quals impliquen la mort.
El contacte amb el gas causa cremades a la pell i als ulls, amb una alta possibilitat de causar ceguera o pèrdua parcial de la visió de forma temporal o total.
Provoca avortaments prematurs o malformacions del fetus.
La seva toxicologia crònica és deguda a la seva presència a l'hemoglobina un cop ha sigut carbamilada durant una exposició amb el gas. També existeix un sistema de transport de MIC amb el glutatió mitjançant una reacció reversible, la qual permet el transport de la molècula per tot el sistema biològic.
Els efectes sobre la salut de l'isocianat de metil dins l'organisme van en funció, doncs, de la localització de la molècula. Diferents estudis mostren que el MIC acostuma a dissoldre's al líquid pleural dels pulmons.

## Perillositat ambiental

### Efectes crònics a curt termini
Exposicions agudes comporten la mort d'animals, peixos, aus, plantes i arbres al cap de 2 o 4 dies de l'exposició al gas. També causa creixement retardat a les plantes.

### Efectes crònics a llarg termini
Reducció del temps de vida, problemes a l'aparell reproductor masculí i femení i trastorns emocionals o de comportament són conseqüències principals a una exposició aguda al gas.

### Temps de vida mitjana al medi
Tot i la seva gran solubilitat en aigua, l'isocianat de metil té un temps de vida mitjana no superior als 2 dies per culpa de la seva alta reactivitat amb ella. De totes maneres, estudis han demostrat que la seva reactivitat amb el vapor d'aigua en atmosfera humida és més lenta. En comparació amb els arilisocianats, elsalquilisocianats com l'isocianat de metil són relativament resistents a la hidròlisi. D'aquesta manera, encara que el MIC tingui una elevada reactivitat amb l'aigua el component pot persistir a l'atmosfera una quantitat elevada de dies després d'haver-ne produït un alliberament.